# Vasilij Jermolajevič Bugor
Vasilij Jermolajevič Bugor (rusky Василий Ермолаевич Бугор) (1600? — 1668 ústí řeky Anadyr) byl jenisejský kozák, cestovatel a objevitel nových území východní Sibiře a Dálného východu.

## Životopis
Vasilij Jermolajevič Bugor byl podle některých zdrojů rodem kozák, podle jiných sloužil nejprve jako lukostřelec a až na Sibiři se stal kozákem. O jeho životě do roku 1619 se nedochovaly žádné informace. V roce 1619 se podílel na stavbě Jenisejského ostrohu, odkud byly na dolní tok Angary posílány malé oddíly kozáků, aby sbíraly kožešiny od místních Evenků.
Když v roce 1626 došlo k tzv. Jenisejské vzpouře, kdy se posádka ostrohu vzbouřila proti guvernérovi a doprovodu, dostal Vasilij Bugor od jenisejského guvernéa A. Ošanina za úkol popsat události vzpoury. Bugor vzpouru popsal a připojil k tomu petici s žádostí o osvobození jenisejských služebných lidí od zatěžující povinnosti přepravovat zásoby obilí z Makovska do Krasnojarsku. Zachovala se také Bugorova žádost k carovi Michailu Fjodorovičovi, aby odpustil jakutskému vojvodovi neoprávněnou nepřítomnost v Jakutsku. Tato žádost zůstala nevyslyšena a vojvoda Golovin byl za svou nepřítomnost tvrdě zbit na veřejnosti.
Na začátku léta 1628 se s oddílem deseti kozáků vydal z Jenisejsku k řece Leně. Cestoval podél Angary, došel k Ilimu, odkud pokračoval po jeho pravém přítoku k Igirmě. Z horního toku Igirmy prošel přes volok řeky Kuty a sestoupil k Leně. Zimu strávil v ústí řeky Čary, kde od Tunguzů a Jakutů sbíral jasak v podobě kožešin, mrožích klů a mamutích kostí. Následující rok 1629 při zpáteční cestě založil Nikolskij pogost, dnešní město Kirensk. V roce 1630 dorazil se svými muži zpět do Jenisejsku. Ještě v tomtéž roce byl vyslán atamanem Ivanem Galkinem zpět po své poslední trase s oddílem 30 kozáků, aby po cestě zakládal malé ostrohy.
V dubnu 1632 byl s oddílem 14 kozáků vyslán k řece Leně, aby podpořil setníka Pjotra Ivanoviče Beketa, který vybíral jasak od Jakutů a dostal se s nimi do šarvátek. Bugor se se svými kozáky aktivně zapojil do bojů s Jakuty a získal si tak velmi dobré jméno při vybírání jasaku i od vzdorných domorodců. Roku 1645 byl převelen do Jakutska. Roku 1646 se opět osvědčil při potlačoval povstání Burjatů. V roce 1647 se vydal se skupinou kozáků a služebných lidí po řece Leně až na sever k řece Jana, odkud na saních pokračoval až k řece Indigarce. Roku 1648 vybíral jasak od divokých Jukagirů a následujícího roku se jako jeden z prvních vydal po Kolymě až na Čukotku vybírat jasak od Čukčů.
V letech 1650 - 1651 se pod vedením Michaila Staduchina vydal pěší cestou k Anadyru. V následujících letech se věnoval lovu mrožů. V roce 1668 jeho loď narazila na kameny v ústí řeky Anadyr, ztroskotala a Vasilij Bugor se utopil.